# Margelliantha globularis
Margelliantha globularis är en orkidéart som beskrevs av Phillip James Cribb. Margelliantha globularis ingår i släktet Margelliantha och familjen orkidéer. Inga underarter finns listade i Catalogue of Life.